# Лоулер, Матильда
Матильда Лоулер (англ. Matilda Lawler; род. 8 сентября 2008) — американская актриса, наиболее известная по ведущим ролям в фильме «Флора и Улисс» и мини-сериале HBO Max «Станция одиннадцать».

## Биография
Родилась 8 сентября 2008 года в семье актёров Мэттью и Мары Лоулер.
Первую роль сыграла в постановке «Джек и Энни» в Детском театре Хобокена, когда училась в первом классе. Матильда дебютировала на Бродвее в спектакле «Паромщик» в 2018 году.
Когда Матильде было девять лет, она сыграла главную роль девочки Рори в постановке пьесы Эрин Маллон «Сеть появится» по книге о дружбе школьницы с 70-летним соседом. Её партнёром по сцене был актёр Ричард Мазур, ставший Матильде другом и наставником также и в жизни. Это особенно сильно помогло ей при работе над ролью в «Станции одиннадцать», благодаря которой журнал The New Yorker назвал Лоулер «талантливой исполнительницей», а премия «Готэм» удостоила своей номинации за лучшую роль в новом сериале.